# Hogna snodgrassi
Hogna snodgrassi là một loài nhện trong họ Lycosidae.
Loài này thuộc chi Hogna. Hogna snodgrassi được Richard C. Banks miêu tả năm 1902.